# Comté de la Baie-Shark
Le comté de la Baie-Shark est une zone d'administration locale sur la côte est de l'Australie-Occidentale en Australie. Le comté est situé à 830 kilomètres au nord de Perth, la capitale de l'État. 

## Géographie
Elle est nommée en l'honneur de la baie Shark.
Le centre administratif du comté est la ville de Denham.

## Économie
L'économie du comté est basée sur le tourisme, la pêche, le sel marin, la culture perlière et l'industrie minière. 

## Administration
Le comté a 7 conseillers locaux et est divisé en 3 circonscriptions
- Denham Ward (5 conseillers)
- Pastoral Ward (1 conseiller)
- Useless Loop Ward (1 conseiller).